# Larry Fernandes
Larry Fernandes es un actor de cine indio conocido por interpretar el papel principal en la película Kazar (2009). Nació en Dubái, siendo hijo de Frank Fernandes, quién trabaja como director gerente de la empresa Mosaco Shipping, y de Alice Fernandes. Actualmente Larry trabaja para esa empresa. Después de haber completado su educación hasta el nivel 12 en Dubái, completó su curso de Licenciatura en Administración de Empresas (BBM) en el St. Aloysius College (Mangalore). Interpretó el papel principal en la película Ellelloo neene, Nannalloo neene.